# Rabdomiolisi
La rabdomiolisi consiste nella rottura delle cellule del muscolo scheletrico e rilascio nel flusso sanguigno delle sostanze contenute nella muscolatura. Le cause della rabdomiolisi possono essere di due tipi: fisiche e non fisiche.

## Descrizione
- Da eccesso di richiesta energetica (su muscoli scheletrici): attività contrattile intensa (rabdomiolisi da sforzo), ipertermia, ipotermia, ischemia, disturbi metabolici, infezioni da farmaci, distrofie muscolari, convulsioni;
- Da danno muscolare diretto: traumi, shock elettrico;
- Numerosi farmaci possono causare rabdomiolisi in diversi modi: attraverso miotossicità (ad esempio tossine animali, antibiotici - ben conosciuta è la rabdomiolisi da associazione claritromicina + simvastatina - , alcol, ecc.), ischemia circolatoria, iperpiressia, la rigidità continua del muscolo, ecc. Tutti i farmaci che alterano l'ATP (adenosinatrifosfato) dei muscoli scheletrici, aumentando la richiesta di energia tanto da eccedere alla produzione di ATP, possono causare rabdomiolisi.

Nei soggetti geneticamente predisposti, la somministrazione di anestetici volatili può determinare l'ipertermia maligna, che a sua volta causa rabdomiolisi.
- Da un uso prolungato di metanfetamina.

L'aumento della concentrazione ematica di un enzima muscolare (creatinchinasi) esprime un possibile danno muscolare spesso associato all'assunzione di statine (sostanze che abbassano i livelli di colesterolo nel sangue).
Tra le complicazioni: insufficienza renale e perdita della funzione muscolare.